# سمكة التريبود

سمكة التريبود

سمكة التريبود بالإنكليزية : Tripod Fish تم أكتشافها مؤخراً على الشعب المرجانية في أعماق البحار على عمق 200 قدم أو 60 متراً تحت سطح الماء ، وهي دقيقة في شكلها صغيرة جداً في الحجم وألوانها تتنوع مع امتزاجها باللون الشفاف ، تعيش تلك السمكة في مجموعات تتكون كل مجموعه منها من 8 إلى 15 سمكة جميعها من الإناث مع ذكر واحد كبير فقط . وتتواجد تلك الأسماك دائما بالقرب من الرمال البيضاء النقية والشعب المرجانية تحت سطح الماء.